# Lomanotus genei
Il lomanoto di Géné (Lomanotus genei Vérany, 1846) è una mollusco nudibranco diffuso nei mari europei.